# Луций Лициний Мурена (консул 62 года до н. э.)
Лу́ций Лици́ний Муре́на (лат. Lucius Licinius Muræna; родился около 105 года до н. э. — умер после 62 года до н. э.) — древнеримский военачальник и политический деятель из плебейского рода Лициниев Мурен, консул 62 года до н. э. Участвовал во Второй и Третьей Митридатовых войнах.

## Происхождение
Мурена принадлежал к одной из ветвей плебейского рода Лициниев, упоминающейся в источниках с середины II века до н. э. и происходившей из Ланувия. Его прадед, дед и отец, носившие тот же преномен, продвинулись в своей карьере до претуры. Из них наиболее известен последний, бывший претором в 88 году до н. э. и развязавший Вторую Митридатову войну. Когномен «Мурена» (Muræna) античные авторы связывают с тем, что второй претор из этой семьи завёл живорыбные садки с муренами. Но исследователи обращают внимание на то, что и отец этого претора носил данный когномен, а филолог-антиковед Е. Фёдорова выводила его происхождение от разновидности ожерелья.
У Луция Лициния был младший брат — Гай Лициний Мурена.

## Биография
Луций Лициний родился около 105 года до н. э. Во время Второй Митридатовой войны (83—81 годы до н. э.) он был рядом со своим отцом, управлявшим тогда провинцией Азия, и в 81 году до н. э. участвовал в триумфальном вступлении отца в Рим, сидя верхом на одной из лошадей, запряжённых в его колесницу.
Политическую карьеру Мурена начал с квестуры примерно в 75 году до н. э. Известно, что его коллегой был Сервий Сульпиций Руф, и Луцию «на основании Тициева закона выпала тихая и спокойная деятельность». Позже он снова отправился на Восток, чтобы принять участие в Третьей Митридатовой войне в качестве легата под командованием Луция Лициния Лукулла. В 72 году до н. э., двинувшись в Понт, Лукулл оставил Мурену с двумя легионами у города Амис, чтобы продолжить осаду; впрочем, сдался этот город только годом позже, после возвращения командующего. В 69 году до н. э., во время армянского похода, Луций Лициний настиг царя Тиграна, отступавшего от Тигранакерта, и разгромил его, захватив весь обоз. Позже, когда царь привёл к своей столице новую армию, Лукулл, выступив против него, оставил Мурену с 6 тысячами солдат продолжать осаду города.
В 67 году до н. э. Луций Лициний вернулся в Рим. Его включили в состав комиссии десяти, которая должна была совместно с Лукуллом организовать новую провинцию на месте Понтийского царства, но ситуация на театре военных действий неожиданно изменилась, так что выполнение этой миссии пришлось отложить. В 65 году до н. э. Мурена получил должность городского претора (его коллегой опять был Сервий Сульпиций Руф) и организовал для народа великолепные игры, обеспечившие ему популярность. По истечении полномочий он получил в управление Нарбонскую Галлию с полномочиями проконсула. Оттуда Луций Лициний вернулся в начале 63 года до н. э. и тут же выдвинул свою кандидатуру в консулы.
Другими соискателями стали Сервий Сульпиций Руф, Децим Юний Силан и Луций Сергий Катилина. Больше всего голосов набрали Мурена и Силан. Тогда Руф привлёк Луция Лициния к суду по обвинению в подкупе избирателей («домогательство незаконными путями» — crimen de ambitu). Обвинителя поддержали Марк Порций Катон, избранный трибуном на следующий год, и Гней Постум, а защитниками стали Марк Лициний Красс, Квинт Гортензий Гортал и Марк Туллий Цицерон. Судебный процесс состоялся во второй половине ноября 63 года до н. э., когда обстановка в Риме была очень тревожной: Катилина к тому времени окончательно перешёл к незаконным методам борьбы за власть и уехал в Этрурию, где шла подготовка к мятежу, а ряд его видных сторонников остался в Риме. Наличие прямой угрозы для существующего строя усилило позиции защиты, которая выступала за сохранение преемственности власти. В конце концов был вынесен оправдательный приговор.
5 декабря 63 года до н. э. Мурена участвовал в заседании сената, на котором решалась судьба катилинариев. В начале консульского года он защитил от толпы своего былого оппонента Марка Порция Катона: последний выступил против законопроекта ещё одного трибуна, Квинта Цецилия Метелла Непота, о призвании Гнея Помпея Великого в Италию. Совместно с Децимом Юнием Луций Лициний добился принятия закона, согласно которому в казначействе должны были храниться копии всех законодательных актов. После этого он уже не упоминается в источниках.

## Семья
Источники не называют имя жены Луция Лициния, но известно, что для неё это был второй брак; от первого мужа, Луция Пинария Натты (ум. 56 до н. э.), она родила сына. Дети Мурены в источниках не упоминаются. Цицерон в финале защитной речи, перечисляя родных своего клиента, говорит только о матери и брате. При этом существует гипотеза, что усыновлённый одним из Теренциев Авл Теренций Варрон Мурена по крови был сыном именно Луция Лициния.